# Ми ще зустрінемось
«Ми ще зустрінемось» — радянський художній фільм 1984 року, знятий режисерами Левоном Григоряном і Петром Днояном на кіностудії «Вірменфільм».

## Сюжет
За мотивами К. Симоняна «До побачення, Натанаел!». У невелике курортне містечко приїжджає молодий вчений Натанаел. Чуйний і добрий наставник не тільки стає кумиром усіх хлопчаків, які мріють про далекі подорожі, а й залучає хлопців у пошуки скарбів, захованих у середньовічній фортеці.

## У ролях
- Ашот Адамян — Натанаел
- Артем Мартиросян — Тигран
- Олена Бадалян — роль другого плану
- Давид Довлатян — Каро
- Григорій Бабаханян
- Ашот Оганесян — Гласевос
- Левон Григорян — Дудукян
- Армен Хачатрян — батько Тиграна
- Міра Хекоян — мама Тиграна
- Джульєтта Бабаян — роль другого плану
- Сурен Бабаян — роль другого плану
- Лаура Геворкян — роль другого плану
- Степан Кеворков — Сероб

## Знімальна група
- Режисери — Левон Григорян, Петро Дноян
- Сценарист — Андрій Вердян
- Оператор — Георгій Айрапетов
- Композитор — Грач'я Мелікян
- Художник — Михайло Антонян